# Kurfurstendömet Braunschweig-Lüneburg
Kurfurstendömet Braunschweig-Lüneburg, ofta kallat Hannover, var ett kurfurstendöme till största delen beläget i det som idag är det tyska förbundslandet Niedersachsen. 
Det skapades 1692 när  hertigdömet Braunschweig-Lüneburg upphöjdes till ett kurfurstendöme. Huvudstad var staden Hannover och Kurfurstendömet kallades ofta Hannover efter huvudstaden. Efter Napoleonkrigen upphöjde Wienkongressen landet till Kungariket Hannover.

## Bakgrund
Ernst August av Hannover erhöll 1692 kurfurstevärdighet som furste av Braunschweig-Lüneburg  men titeln blev inte officiell innan den godkändes av riksdagen 1708. När sonen Georg Ludvig blivit kung av Storbritannien 1714 ingick Braunschweig-Lüneburg i en personalunion, något som ledde till återkommande konflikter med angränsande länder. 
År 1719 förvärvade man Bremen-Verden från Sverige, vilket var en följd av att man hade anslutit sig till koalitionen mot Karl XII:s Sverige i stora nordiska kriget.
Personalunionen med Storbritannien ledde bland annat till konflikter med Frankrike, som endast kunde komma åt Storbritannien genom Hannover. Under Napoleonkrigen besattes landet 1801 av preussarna, 1803 av fransmännen och 1806 åter av preussarna. År 1807 uppgick det delvis, 1810 helt i kungariket Westfalen. 
Wienkongressen erkände 1814 kurfurstendömet som kungariket Hannover och erkände den tidigare kurfursten (tillika kungen av Storbritannien) som dess kung, samtidigt som det utökades med Ostfriesland, Hildesheim och några smärre stift.

### Kurfurstar
1. Ernst August (1692–1698)
2. Georg I (1698–1727)
3. Georg II (1727–1760)
4. Georg III (1760–1814)